# Stadium Miramas Métropole
Le Stadium Miramas Métropole est un stade couvert d'athlétisme situé à Miramas dans les Bouches-du-Rhône.
D'une superficie de 17 000 m² et d'une capacité de 7 500 spectateurs, le stade comprend un anneau de compétition de 200 mètres et une piste d'échauffement de 300 mètres sous les gradins.
Le projet a coûté 23 millions d'euros ; 11 395 000 euros proviennent de la Métropole d'Aix-Marseille-Provence, 7 720 000 euros du Conseil départemental des Bouches-du-Rhône, 2 millions d'euros du Conseil régional de Provence-Alpes-Côte d'Azur et 1 885 000 euros de l'État via le Fonds national de développement du sport.
L'enceinte accueille les Championnats de France d'athlétisme en salle en 2019 et 2025.